# 伍廸希
伍廸希（？—），綽號「新維園阿伯」、「劏房阿哥」，是香港選舉自1997年以來唯一一個一年內兩次參選立法會的人。他先後參加2018年3月的「311補選」中的香港島選區補選，以及2018年11月的「1125九龍西補選」。

## 概要
伍廸希的父親是太古船塢的燒焊工人。伍氏早年在香港東區長大，曾就讀昔日位於筲箕灣道1號的聖十字架學校和慈幼英文學校中學部。中學畢業後到香港理工學院修讀文憑課程。
伍廸希曾為保衛香港運動發言人，於1990年代曾為港同盟內一個小組的副發言人，曾參與2018年3月香港立法會補選香港島地區直選，低票落選。
近十餘年間，伍經常致電電台節目發言，{{来源请求|共累計過千次，包括《千禧年代》、《自由Phone》、《講東講西》、《星期六問責》等。近幾年開始每週出現在《城市論壇》發言，並錄下片段上載到伍的臉書及YouTube。

### 參與2018年3月香港立法會補選
2018年，伍廸希參與立法會補選香港島地區直選，報稱從事資訊科技，申報「無政治聯繫」，自稱只花費數萬港元選舉經費 。
據伍廸希在電台節目《在晴朗的一天出發》說，他獲得158名港島區市民提名，除了2個是他朋友的父母，其他都是他在街上素未謀面的市民。
選舉期間，伍廸希多次自己上街掛宣傳橫額，並拍攝在港島各區掛宣傳橫額的照片上載到其facebook。
他得到2,202票（得票率為0.81%），不及得票排第三的另一候選人任亮憲（3,580票），更被勝出的民主派區諾軒（137,181票）和建制派新民黨陳家珮（127,634票）大幅拋離，為四位候選人中得票最少。
由於是次補選只須選出一名立法會議員，所以落選。

### 參與2018年11月九龍西地方選區補選
是次補選只須選出一名立法會議員，自稱無黨派參選。
據媒體報道，伍迪希在深水埗爭取提名，稱為「劏房阿哥」。
在截止報名日（2018年10月15日）下午，他帶同144位九龍西選民提名到九龍城政府合署報名，要求當局落實租務管制，關注低下層住屋權益等。
最終，他以1,650票，得票率0.77%落選。

## 附註
1. ↑  或寫作「伍迪希」。
2. ↑  在『政治聯繫』一欄註明為「無」
3. ↑  替補因宣誓問題而被褫奪議員資格的羅冠聰。
4. ↑  替補因宣誓問題而被褫奪議員資格的劉小麗。

## 外部連結
- 伍廸希的個人網誌denynomore.com （页面存档备份，存于）